# Trung Kalimantan
Trung Kalimantan (tiếng Indonesia: Kalimantan Tengah; thường được viết tắt Kalteng) là một tỉnh của Indonesia ở Kalimantan - phần đảo Borneo thuộc Indonesia. Tỉnh lỵ là Palangka Raya.
Dân số tỉnh này là 1,8 triệu (năm 2000), tốc độ tăng dân số 2,7% giữa 1990 và 2000, thuộc nhóm có dân số tăng nhanh nhất của Indonesia. So với các tỉnh khác trong khu vực, Trung Kalimantan có dân bản xứ Borneo là Dayak chiếm đa số. Tỉnh này được lập cuối thập niên 1950 của thế kỷ 20 từ việc tách ra từ tỉnh Nam Kalimantan để cho dân Dayak có quyền tự trị, tách khỏi ảnh hưởng của dân Hồi Giáo của tỉnh này.
Trung Kalimantan được chia ra 13 huyện và 1 thành phố.
- Nam Barito Seletan
- Barito Timur
- Barito Utara
- Gunung Mas
- Kapuas
- Katingan
- Kotawaringin Barat
- Kotawaringin Timur
- Lamandau
- Murung Raya
- Pulang Pisau
- Sukamara
- Seruyan
- Palangka Raya